# Gene Epstein

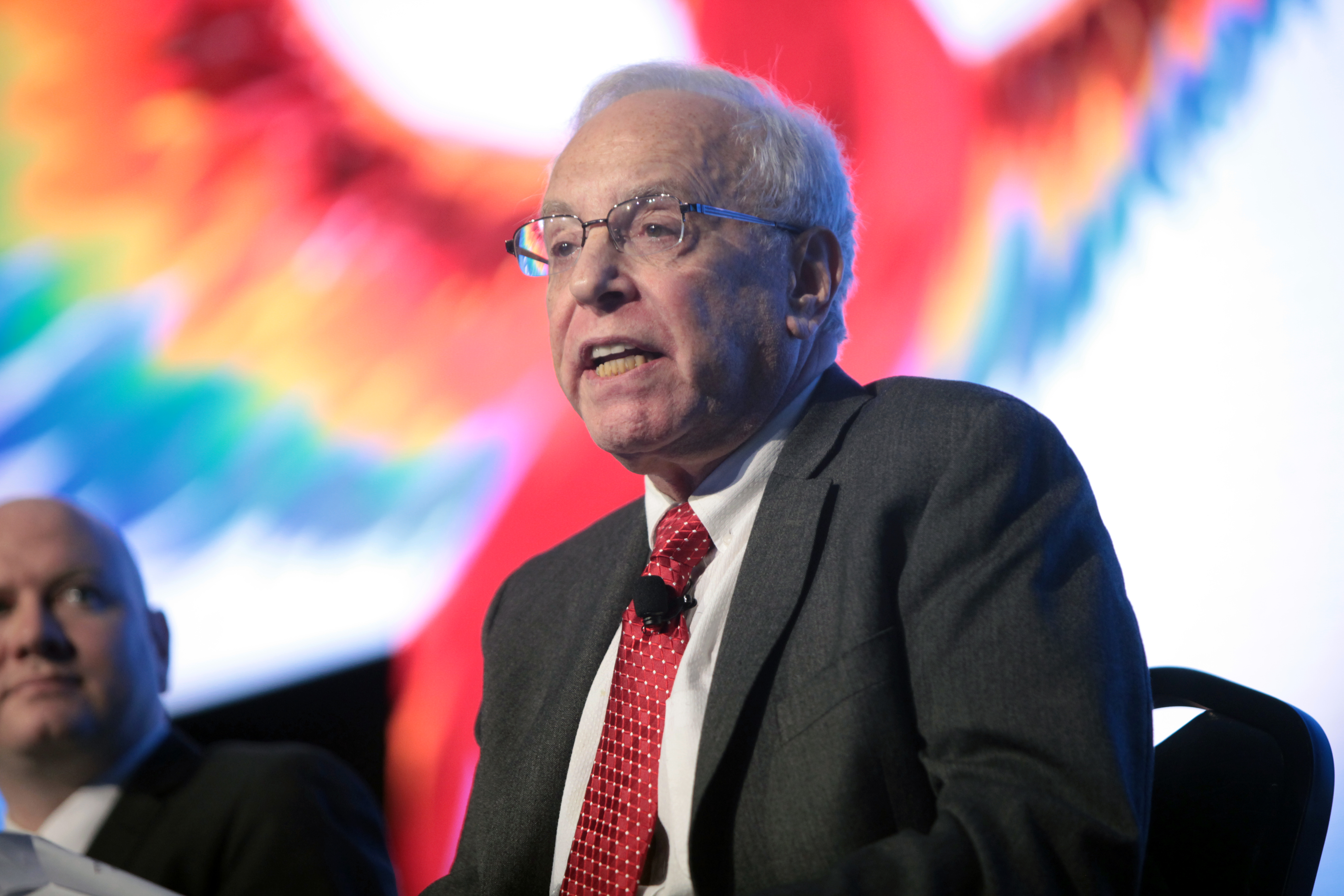
Epstein en 2016.

Gene Epstein (nacido en 1944) es un economista estadounidense. Trabajó como editor de economía de Barron's Magazine de 1993 a 2017. Se llama a sí mismo seguidor de la Escuela Austriaca de Economía y es académico asociado en el Instituto Ludwig von Mises en Auburn, Alabama.

## Carrera
Epstein obtuvo una licenciatura en la Universidad de Brandeis y una maestría en economía en la New School. Enseñó economía en la Universidad de San Juan y la Universidad de la Ciudad de Nueva York. Escribió un libro titulado Making Money in Commodities en 1976 y luego trabajó como economista senior para la Bolsa de Valores de Nueva York.
En 1993 se convirtió en editor de economía y columnista de "Economic Beat" para Barron's Magazine.
Su libro Econospinning se publicó en 2006. Al momento de su publicación hubo controversia en la blogosfera después de que Tyler Cowen mencionara el libro en su blog Marginal Revolution.
Epstein dirige un debate libertario mensual llamado SOHO Forum.